# 1902 في المملكة المتحدة
فيما يلي قوائم الأحداث التي وقعت خلال عام 1902 في المملكة المتحدة.

## سياسة

### تعيين في المنصب
- 11 يوليو – آرثر جيمس بلفور زعيم حزب المحافظين (المملكة المتحدة)، رئيس وزراء المملكة المتحدة، اللورد أمين الختم الكنيف [الإنجليزية]‏.
- 11 أغسطس – أوستن شامبرلين Postmaster General of the United Kingdom [الإنجليزية]‏.

### انتهاء فترة المنصب
- 11 يوليو – روبرت سيسل رئيس وزراء المملكة المتحدة، اللورد أمين الختم الكنيف [الإنجليزية]‏.

## رياضة
- 1 يناير – بطولة ويمبلدون 1902

## كتب
من الكتب التي صدرت هذه السنة في المملكة المتحدة:
- 1 يناير – الريشات الأربع من تأليف أي. إي. دبليو. ماسون.

## مواليد

### يناير
- 1 يناير – هارولد ميلر لاعب كرة قدم إنجليزي.

### أبريل
- 5 أبريل – وول هاندلي
- 7 أبريل – هربرت كينيث إيري شو
- 8 أبريل – أندرو إيرفين

### مايو
- 4 مايو – سيدني مانتون عالمة حشرات بريطانية.
- 30 مايو – سيتون لويد

### يونيو
- 23 يونيو – ميرفين هيل لاعب كركيت من المملكة المتحدة.

### أغسطس
- 8 أغسطس – بول ديراك
- 11 أغسطس – بوب وايت لاعب كرة قدم بريطاني.
- 16 أغسطس – إيفلين كولير لاعبة كرة مضرب بريطانية.
- 16 أغسطس – جورجيت هاير
- 22 أغسطس – مايكل كيبنغ لاعب ومدرب كرة قدم إنجليزي.

### سبتمبر
- 1 سبتمبر – روجر جونز لاعب كرة قدم إنجليزي.
- 21 سبتمبر – إيفانز بريتشارد

### أكتوبر
- 23 أكتوبر – إدموند سميث لاعب كرة قدم من الولايات المتحدة الأمريكية.

### نوفمبر
- 3 نوفمبر – بيل آدمز لاعب كرة قدم إنجليزي.

### ديسمبر
- 17 ديسمبر – جاك هود
- 19 ديسمبر – رالف ريتشاردسون ممثل إنجليزي.
- 20 ديسمبر – جورج دوق كينت عسكري من المملكة المتحدة.
- 21 ديسمبر – بات هيوز لاعب كرة مضرب من المملكة المتحدة.

## وفيات

### يناير
- 7 يناير – جون بريت (مواليد 1831) فنان بريطاني.

### فبراير
- 24 فبراير – صموئيل روسون جاردينر (مواليد 1829) مؤرخ بريطاني.

### مارس
- 26 مارس – سيسل رودس (مواليد 1853)

### يونيو
- 12 يونيو – جيمي روس (مواليد 1866) لاعب كرة قدم إنجليزي.
- 18 يونيو – صموئيل بتلر (مواليد 1835)

### سبتمبر
- 6 سبتمبر – فريدريك أبيل (مواليد 1827) كيميائي من المملكة المتحدة.

### أكتوبر
- 7 أكتوبر – جورج رولنسون (مواليد 1812)

### نوفمبر
- 17 نوفمبر – هيو هيوز (مواليد 1847) ثيولوجي من المملكة المتحدة.